# 바빌론의 공중 정원
바빌론의 공중정원은 고대의 세계 7대 불가사의 중 하나로, 고대 바빌론에 위치했던 거대한 정원이다. 각종 나무, 관목, 덩굴 식물들을 층층이 심은 계단식 정원으로, 기록에 따르면 그 장대한 규모로 인해 진흙 벽돌로 이루어진 초록빛 산과 같이 보였다고 전해지고 있다. 현대 이라크의 바빌주 안에 위치하고 있었으며, 지금은 그 존재가 남아있지 않다. 많은 사람들이 '공중정원'이라는 이름 때문에 혼동하는 경우가 많지만, 이는 그리스인들이 기록을 남길 때 사용한 단어 'kremastos'가 '공중'이라는 의미 외에도, 테라스 형식으로 지었다는 뜻을 동시에 가지고 있었기 때문이다.

한 전설에 따르면, 바빌론의 공중정원은 '인류의 영광'이라 불리는 궁전 바로 옆에 세워졌다. 이는 당시 왕비였던 '아미티스'가 고향의 울창한 녹음과 수목들을 그리워했기 때문에 네부카드네자르 2세가 그녀를 위해 지었다고 알려진다. 이 같은 설화는 바빌로니아 신관 베로수스에 의해 기록되어 후에 유대인 요세푸스에 의해 인용되었다. 이와 같은 전설은 기원전 9세기 바빌론을 다스렸던 전설적인 여왕 세미라미스의 정원에서 유래된 것으로 생각되기도 하였고, '세미라미스의 공중정원'이라고 불리기도 하였다.
바빌론의 공중정원은 세계 7대 불가사의 중 유일하게 그 위치가 정확하게 규명되지 않은 곳이다.그 어떤 바빌로니아 기록에서도 정원에 대한 기록이 없고, 현재 바빌론에서도 관련 유적이 발견된 적이 없다.이와 관련된 주장은 총 3가지가 존재하는데, 첫째로는 그리스의 역사가들이 '동양에 대한 환상'으로 인해 완전히 신화적인 전설을 만들어냈다는 주장이고, 두 번째로는 실제로 바빌론에 공중정원이 존재했으나, 다만 기원후 1세기 즈음 완전히 파괴되었을 것이라는 것이다. 세 번째로는 공중정원이 바빌론에 있었던 것이 아니라, 아시리아의 군주 센나케립이 수도 니네베에 건설한 공중정원이 잘못 번역되어 전해진 것이라는 설이 존재한다.

## 고대의 기록
고대 바빌론의 공중정원에 대하여 현존하는 자세한 기록을 남긴 사람은 모두 5명이 존재하며, 이들 모두 각자의 기록에서 바빌론의 공중정원의 규모, 관개시설, 형태, 지어진 이유 등에 대하여 차이를 보인다.

### 요세푸스 (기원후 37년-기원후 100년)
요세푸스는 당시 바빌로니아의 신관이었던 '베로수스'의 설명을 인용하여 기록하였는데, 이 기록이 현재 남아있는 기록들 중 가장 오래된 것으로 보인다. 베로수스는 당시 공중정원이 네부카드네자르 2세에 의하여 건설되었다고 썼다.
"그는 이 궁전에 거대한 기둥들이 받치는 높은 길을 닦고, 온갖 나무와 식물들을 심은 후 이를 '공중의 낙원'이라 칭했다. 그는 궁전의 배치를 산악지방과 정확히 같은 형태로 조성하였는데, 이는 산악 지방인 메디아에서 태어나 자란 왕비를 기쁘게 해주기 위해서였다."

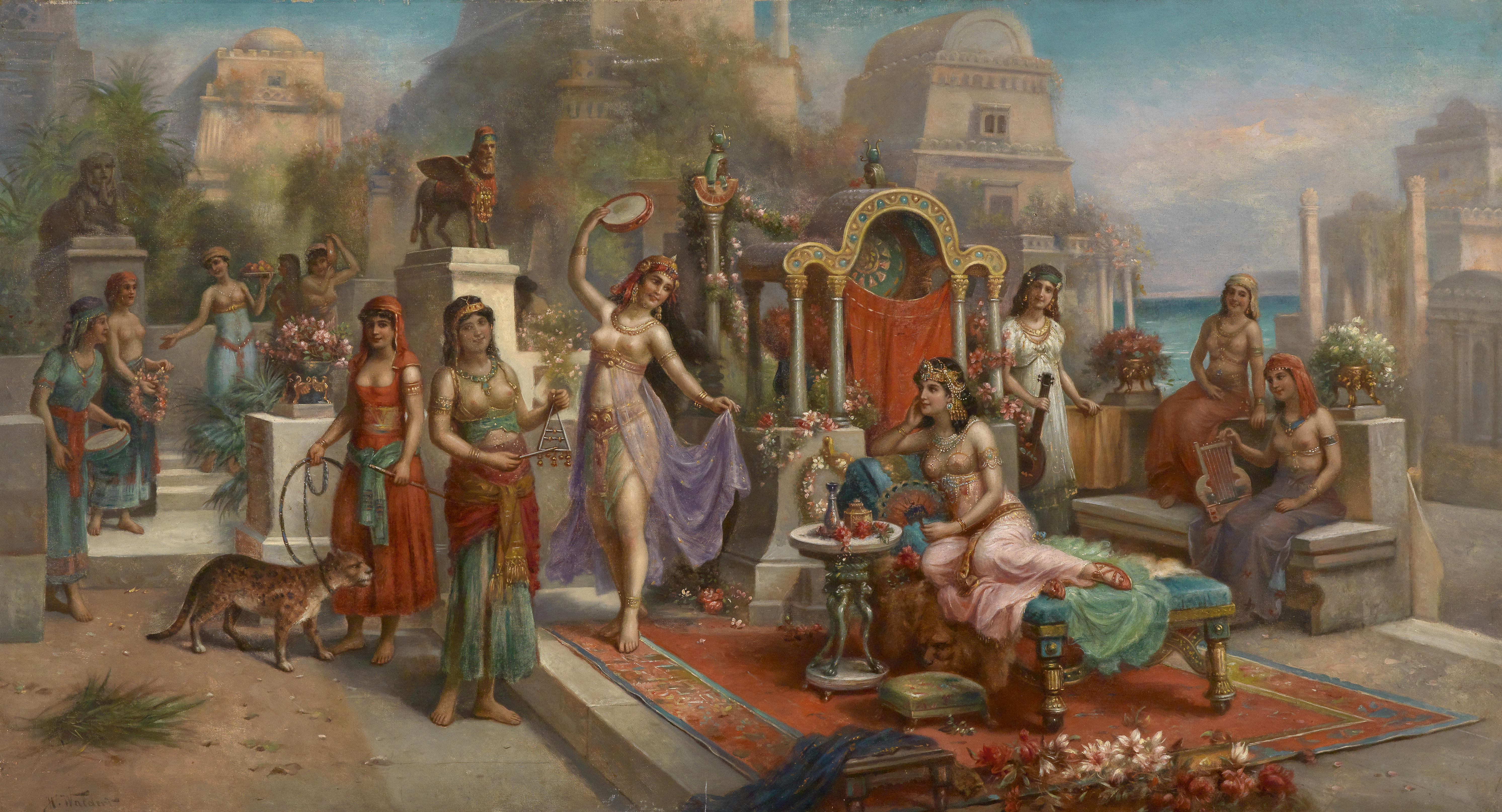
세미라미스의 공중정원, H. 왈덱 그림

### 디오도루스 시쿨루스 (기원전 60-30년)
이 역사학자는 기원전 4세기 경에 쓰여진 두 문헌들을 종합하여 기록을 남긴 것으로 추정된다. 디오도루스는 시리아 왕의 건설을 언급한다. 공중정원은 모든 변이 완벽하게 같은 정사각형의 밑면을 가지고 있었으며, 각각의 면이 약 400걸음 정도 되었다. 계단식으로 지어진 각각의 층들의 깊이는 가장 거대한 나무들에게 충분히 영양을 공급할 만큼 깊었으며, 공중정원은 유프라테스강에서부터 그 물을 끌어왔다. 또한 가장 윗층은 50큐빅의 높이를 가지고 있었으며 공중정원의 벽들은 모두 22걸음이라는 두께를 자랑했다고 한다.

### 퀸티스 루푸스 (기원후 1세기)
루푸스 또한 디오도루스와 같은 문헌을 근거로 기록을 남긴 것으로 추정된다. 그는 정원이 성의 맨 꼭대기에 위치해 있었다고 적었으며, 왕비가 그녀의 고향을 그리워했기 때문에 왕이 왕비를 위해 이 공중정원을 지었다고 적었다.

### 스트라보 (기원전 64년-기원후 21년)
이 사람의 기록은 아마 현재는 소실된 기원전 4세기의 기록에 근거하여 쓰여진 것으로 사료된다. 그는 공중정원이 '아르키메데스의 회전장치'를 이용하여 유프라테스강에서부터 물을 끌어올렸다고 적었다.

### 필로 (기원후 4-5세기)
동로마 제국의 작가 필로 또한 이 장대한 공중정원을 소개하며, 정원이 스트라보가 소개한 것과 같은 방법으로 물을 끌어올렸다고 설명하였고, 거대한 질량을 가진 흙을 높이까지 쌓아올리고, 물을 끌어올린 후 벽을 쌓은 기술과 독창성을 매우 높이 평가하였다.

## 사실성

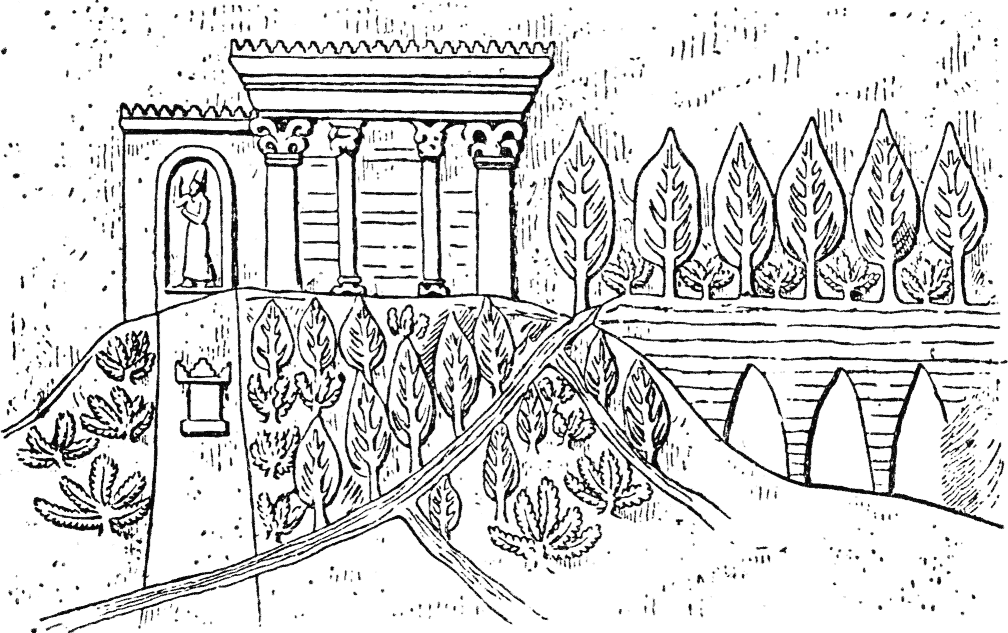
수로로 물을 공급하는 호화로운 정원을 묘사한 아슈르바니팔의 북쪽 궁전 유적에서 발굴된 양각 부조의 탁본

사실 바빌론의 공중정원이 그저 시 속에서만 존재하는지, 아니면 실제로 존재하던 건축물이었는지는 확실하지 않다. 이는 당대의 바빌로니아 기록들이 현재까지 별로 많이 남아있지 않기 때문인데, 실제로 바빌로니아의 기록에는 네부카드네자르 2세의 왕비 '아미티스'에 대한 언급이 등장하지 않는다. 상당히 많은 기록들이 네부카드네자르 2세의 업적을 길고 장황하게 설명하고 있으나, 그 기록 속에서는 정원과 관련된 말이 나오지 않는다. 그렇다 해도, 당대의 바빌론을 다녀온 사람들에게서는 정원의 존재를 들을 수 있었으며,  후대의 작가들에게까지 영향을 끼쳤다. 헤로도토스는 역사에서 바빌론의 공중정원을 언급하지 않았지만, 당시 공중정원이 그리스까지 알려지지 않았을 가능성 또한 배제할 수는 없다.
현재까지, 바빌론의 유적에서 공중정원의 잔해가 발굴되지는 않았다. 물론 공중정원의 잔해가 유프라테스강 아래에 묻혀있을 수도 있으나, 아직까지 보고된 적은 없다. 유프라테스강은 고대에는 현재보다 더 동쪽에서 흘러갔으며, 고고학계는 고대 바빌론의 서부지역에 관해서는 아는 바가 많지 않다. 한 학자는 베로수스가 공중정원을 다른 나라의 신화를 베껴와 순전히 정치적 이유로 이를 언급했다는 주장을 제기하기도 하였다.

## 니네베의 공중정원
공중정원에 대한 한 가지 유력한 설은 바로 아시리아의 왕이 당시 수도였던 니네베에 공중정원을 지었고, 이 사실이 잘못 전해져 바빌론의 공중정원으로 알려졌다는 것이다. 이 이야기는 학자 '스테파니 델리'에 의해 제기되었는데,  후대에 니네베와 바빌론이 서로 헷갈리는 경우가 많았고, 이로 인해 바빌론에 공중정원이 있었다고 전해졌다는 것이다. 고고학자들은 아시리아 왕 '센나케립'이 만든 것으로 추정되는 거대한 운하를 발굴했고, 약 80km에 달하는 이 운하와 댐이 니네베에 물을 공급했다고 전했고, 공중정원으로 물을 끌어올렸다고 생각하였다.
델리의 주장은 얼마 전 발굴된 고대 아시리아의 기록에 근거한다. 그녀의 주장에 대한 근거는 다음과 같다.
- '바빌론'이라는 이름은 고대 언어로 '신들의 문'이라는 뜻인데,[24] 이 이름은 메소포타미아 지방의 도시들 사이에서 자주 쓰인 이름이다.[25] 아시리아 왕 센나케립은 니네베의 성문에 신들의 이름을 붙였고,[26] 이는 충분히 니네베가 원래 바빌론과 혼동될 수 있는 계기를 제공했다.

- 오직 요세푸스만이 직접 네부카드네자르 왕을 언급하였고, 나머지 기록들은 모두 그저 '시리아의 왕'이라고만 표현하고 있다. 네부카드네자르 왕에 관한 수많은 기록들에 정원에 관련된 언급이 나오지 않는 반면,[11] 센나케립의 연대기에는 정원이 나와있으며[27], 그의 궁전에서는 관련 유적까지도 발견되었다.[28] 또한 그의 자손인 '아슈르바니팔' 왕의 궁전 벽에는 정원 모양을 한 벽돌 장식이 존재한다.[29]
- 센나케립은 그의 궁전과 정원을 '모든 이들의 경의'라고 불렀으며, 물을 그의 정원 위로 끌어올리는 방법까지도 설명한 기록이 남아있다.[30]

니네베의 공중정원은 당대에도 매우 유명했는데, 마치 황량한 사막 한가운데 있는 오아시스 같은 아름다운 디자인뿐만 아니라, 물을 끌어올리는 거대한 장치들 때문이기도 하였다. 아시리아의 왕들의 정원에는 일정한 전통이 있었다. 아슈르바니팔 왕의 궁전에는 산을 굽이치며 흘러가는 거대한 운하가 있었으며, 그 주위를 따라 과일나무, 포도, 올리브, 배, 대추야자 등 다양한 수목들이 아름답게 조화를 이루었다고 한다. 이 정원을 묘사한 벽돌은 현재 대영박물관에 소장되어 있으며, 이 벽돌에 묘사된 정원은, 고대 기록에 남아있는 바빌론의 공중정원의 특성을 갖추고 있다.

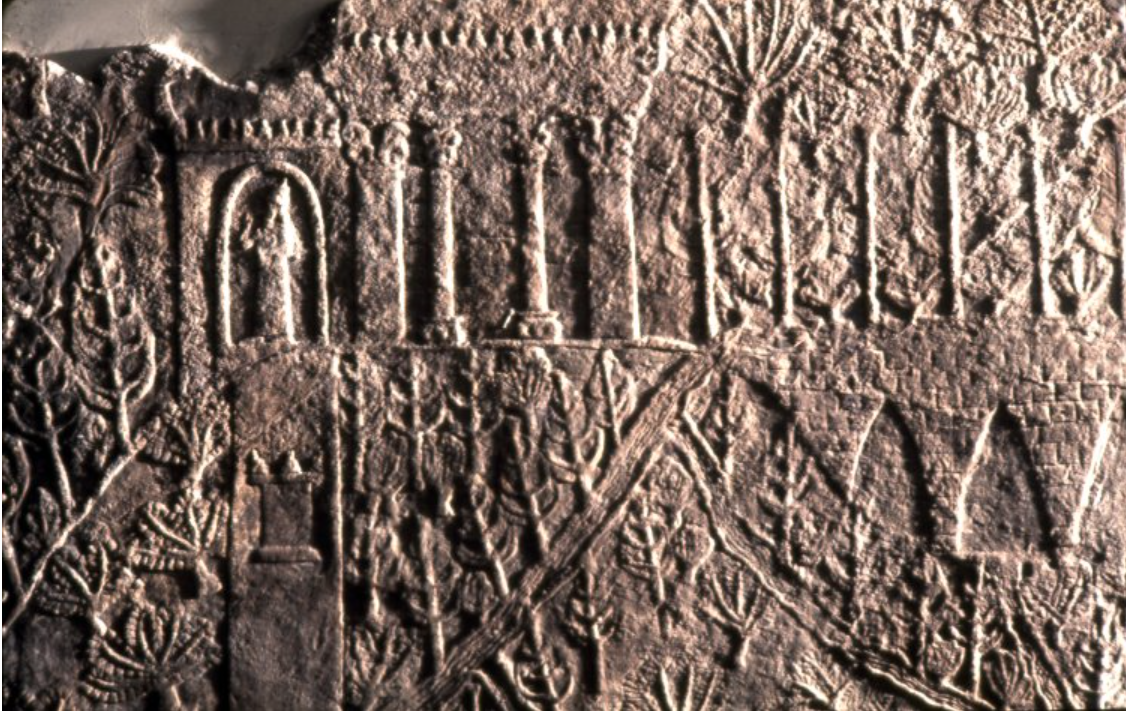
니네베의 정원을 묘사한 아시리아 벽돌

센나케립은 홍수를 방지하기 위하여 정원을 둘러싸는 거대한 석회암 벽을 지었는데, 이 벽의 유구는 후에 19세기 중반에 발굴되기도 하였다. 그가 발굴한 도시들은 센나케립의 정원과도 비슷한 배치를 갖고 있으나, 아직까지 공중정원의 그 정확한 위치를 발견하지는 못했다. 안타깝게도 이 유적들은 현재 군사 기지가 위치해있어, 더 나아간 발굴을 시도하지는 못했다.

당시 공중정원에 물을 공급하기 위해서는 상당량의 물 공급이 필요하였는데, 이는 약 50km에 달하는 거대한 운하를 산까지 연결시켜 해결하였다. 아시리아의 왕은 이 수로에 대한 상당한 자부심을 갖고 있었는데, 기록에 따르면 이 수로는 자동으로 열리는 수문을 갖고 있었고, 방수 시멘트와 석조 아치 형태로 지어졌고, 무려 2백만 개가 넘는 돌들로 지어졌다고 한다.

"나 센나케립, 세계와 아시리아의 왕은, 드디어 니네베로 향하는 수로를 건설하였다. 깊은 계곡들 사이로 백색 석회암을 이용하여 거대한 물길을 만들었으며, 물들이 그 사이를 유유히 흐르게 하였다. "
센나케립 왕은 그의 수로가 당시의 최신 기술을 이용해 만들었다는 사실을 밝히고 있으며, '모든 이들의 경의'라고 불렀다. 이 수로는 산에서부터 내려왔기 때문에, 높은 지대에 위치했던 공중정원까지도 이를 끌어올릴 수 있었으며, 특수 장치를 사용하여 더 높이 끌어올릴 수도 있었다. 이 것은 사람들이 니네베의 수목이 울창한 정원들을 올려다보며 자연스러운 경외감을 품게 하였고, 이 같은 효과는 센나케립 왕의 후손들에게까지도 전해졌다.

## 식물

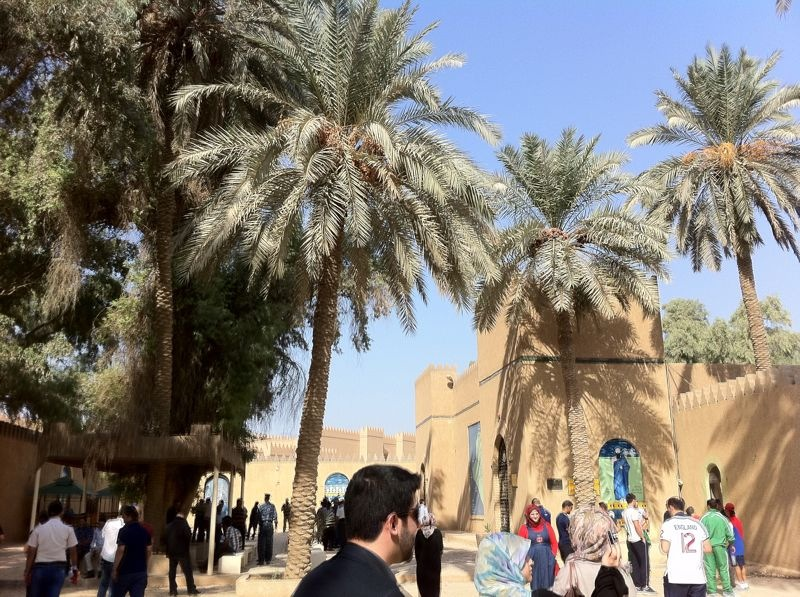
대추야자는 당시 바빌론에서 보편적인 나무였다.

당시 바빌론의 공중정원에서는 다양한 장식들이 있었는데, 수많은 예술품, 만발한 꽃나무, 과일나무, 조그만 폭포수, 잎들이 무성한 야외 테라스들을 갖추고 있었다고 기록되었다. 당시 바빌로니아 기록들과 시대 상황을 고려할 때, 공중정원에 존재했을 것으로 추정되는 식물들은 다음과 같다.

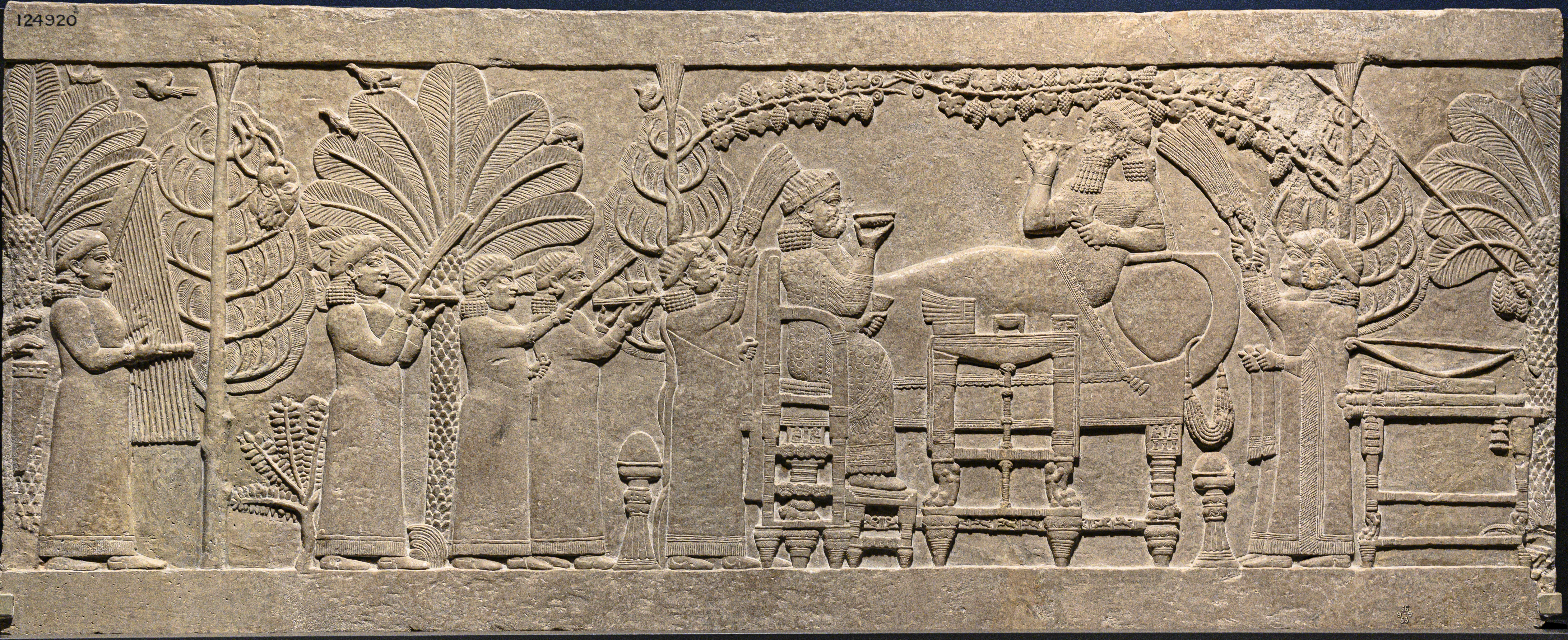
정원 파티를 묘사한 그림. 아슈르바니팔과 왕비가 포도나무로 된 퍼걸러에 앉아있고 새, 야자나무, 소나무로 둘러싸여져있다. North Palace, Nineveh, c. 645 BC.

- 올리브
- 마르멜로
- 서양 배
- 무화과
- 아몬드
- 포도덩굴
- 대추야자

## 참고 자료
- Finkel, Irving (1988). 〈The Hanging Gardens of Babylon〉.   Clayton, Peter; Price, Martin. 《The Seven Wonders of the Ancient World》. New York: Routledge. 38 ff쪽. ISBN 0-415-05036-7.
- Finkel, Irving L.; Seymour, Michael J., 편집. (2008). 《Babylon》. New York: Oxford University Press. ISBN 978-0-19-538540-3.
- Dalley, Stephanie (2013). 《The Mystery of the Hanging Garden of Babylon: an elusive World Wonder traced》. Oxford University Press. ISBN 978-0-19-966226-5.

## 같이 보기
- 이슈타르의 문